# Attalus al III-lea
Attalus al III-lea sau Attalus Philometor Euergetes (170 î.Hr. - 133 î.Hr.) din dinastia Attalidă a fost regele Pergamului între 138 și 133 î.Hr..

## Domnia

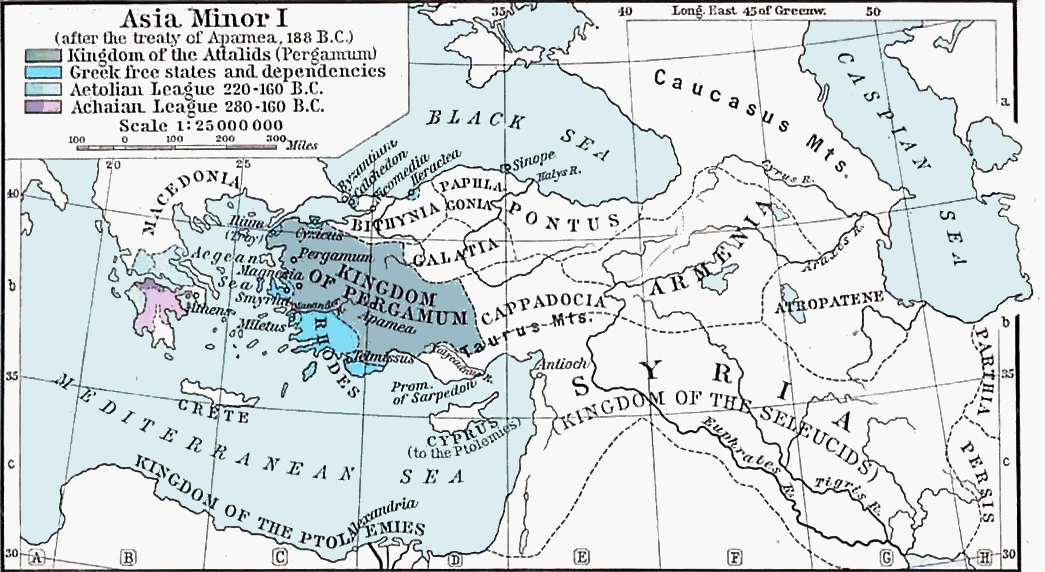
Regatul Pergamului

I-a succedat la tron unchiului său, Attalus al II-lea (220 – 138 î.Hr.), fiind fiul regelui Eumenes al II-lea.
Și-a concetrat atenția asupra medicinei și botanicii, deoarece nu avea nici un interes asupra conducerii statului său. Pentru că nu a avut un urmaș de gen masculin, acesta a lăsat regatul moștenire Romei. Considerând o moștenire a poporului roman, Tiberius Gracchus a solicitat ca visteria regatului anatolian să fie deschisă publicului, dar Senatul s-a opus.
Aristonicus (pseudonim: Eumenes al III-lea) a pretins că este fiul lui Eumenes al II-lea și fratele lui Attalus al III-lea și a pornit o revoltă, ce va fi înăbușită în 129 î.Hr., iar Pergamul va fi împărțit între Roma, Cappadocia și Pontus.